# Robert Cecil Osborne Hedley
Robert Cecil Osborne Hedley, britanski general, * 1900, † 1973.